# Elaphoglossum tuerckheimii
Elaphoglossum tuerckheimii är en träjonväxtart som beskrevs av Guido Georg Wilhelm Brause. Elaphoglossum tuerckheimii ingår i släktet Elaphoglossum och familjen Dryopteridaceae. Inga underarter finns listade.